# فيكتور أردن
فيكتور أردن (بالإنجليزية: Victor Arden)‏ هو ملحن وعازف بيانو أمريكي، ولد في 8 مارس 1893 في وينونا في الولايات المتحدة، وتوفي في 31 يوليو 1962.

## وصلات خارجية
- فيكتور أردن على موقع IMDb (الإنجليزية)
- فيكتور أردن على موقع ميوزك برينز (الإنجليزية)
- فيكتور أردن على موقع قاعدة بيانات برودواي على الإنترنت (الإنجليزية)
- فيكتور أردن على موقع ديسكوغز (الإنجليزية)